# سعید احمدی (کاراته)
سعید احمدی کریانی معروف به سعید احمدی (زاده ۱۰ مهر ۱۳۶۷ در کرمانشاه) کاراته کای اهل ایران است. او دارنده ٢ مدال طلا تیمی مسابقات قهرمانی بزرگسالان جهان ٢٠١۴ - آلمان و ٢٠١۶ - اتریش و نقره انفرادی  ۲۰۱۲ - فرانسه است.

## زندگی‌نامه

### تولد
او در ۱۰ مهر ۱۳۶۷ در کرمانشاه به دنیا آمد. وی کاراته را از سن ۸ سالگی نزد تورج ساسانی در کرمانشاه شروع کرد.
طی سال‌های ۱۳۷۷ تا ۱۳۹۰ چندین بار عنوان قهرمانی مسابقات، در سطح استان و کشور را بدست آورد و به عضویت تیم ملی کاراته ایران درآمد.

### تحصیلات
وی فارغ‌التحصیل کارشناسی ارشد برنامه‌ریزی و تحلیل سیستم‌های اقتصادی از دانشگاه آزاد اسلامی است.

## فعالیت حرفه‌ای
او در مدت حضور در تیم ملی کاراته توانست، ۲ مدال طلا و ۱ نقره جهان، ۴ طلا و ۱ برنز لیگ جهانی، مدال طلای ستارگان جهان، مدال طلای دانشجویان جهان، ۲ نقره و ۲ برنز آسیا و چندین مدال تورنمنت‌های معتبر جهانی را ثبت کند.
وی در ۳ دوره مسابقات قهرمانی کاراته جهان به عنوان بازیکن در تیم ملی کاراته ایران حضور داشته و حاصل آن ۲ عنوان قهرمانی و یک نائب قهرمانی بوده‌است.

## افتخارات
کسب مدال طلای (تیمی) مسابقات کاراته قهرمانی جهان در آلمان که تیم ملی ایران پس از ۵۰ سال به فینال این رقابت‌ها راه یافت و نتیجه نهایی بستگی به مسابقه وی با حریف داشت و علی‌رغم مصدومیت شدید از ناحیه پای راست موفق شد حریف آلمانی را، که از حمایت بیست هزار تماشاچی بهره می‌برد، شکست دهد و تیم ملی ایران بر سکوی نخست جهان ایستاد.
همچنین او در سال ۱۳۹۷ به جمع حامیان سازمان بنیاد خیریه کودکان یونیسف دعوت شد تا با برگزاری سمینارهای آموزشی در سراسر دنیا، درآمد حاصله صرف این بنیاد شود.
نامگذاری خانه کاراته شهر کرمانشاه با نام وی را می‌توان از دیگر افتخاراتش برشمرد.

اجرای تکنیک (اوراماواشی گری) در فینال مسابقات جهانی ۲۰۱۴ آلمان